# کپیتال رکوردز
کَپیتال رکوردز (به انگلیسی: Capitol Records) نام یکی از اصلی‌ترین ناشران موسیقی در آمریکا است که سابقاً در لس آنجلس قرار داشت اما هم‌اکنون در نیویورک و به عنوان قسمتی از گروه موسیقی کاپیتول فعالیت می‌کند. کپیتال رکوردز به‌طور کامل تحت مالکیت ای‌ام‌آی می‌باشد. کپیتال رکوردز ناشر طیف گسترده‌ای از هنرمندان از سبک‌های مختلف مانند رپ، آر اند بی، هارد راک، آلترنیتیو راک و … است.

## هنرمندان
گروه‌های معروفی که کپیتال رکوردز حداقل یک بار ناشر آن‌ها بوده‌است:
- کیتی پری
- ردیوهد
- گوریلاز
- بیتلز
- بیستی بویز
- کلدپلی
- فو فایترز
- فیفتی سنت
- پینک فلوید
- کویین
- رینگو استار
- اسنوپ داگ
- هارت
- سوپر ام
- ان‌اف (رپر)